# 奧古斯特 (加利福尼亞州)
奧古斯特（英語：August）是位於美國加利福尼亞州聖華金縣的一個人口普查指定地區。

## 地理
奧古斯特的座標為37°58′48″N 121°15′50″W / 37.98000°N 121.26389°W，而該地最高點為海拔高度8米（即26英尺）。

## 人口
根據2010年美國人口普查的數據，奧古斯特的面積為3.23平方千米，均為陸地。當地共有人口8390人，而人口密度為每平方千米2,597人。